# Mount Pénaud
Mount Pénaud är ett berg i Antarktis. Det ligger i Västantarktis. Argentina, Chile och Storbritannien gör anspråk på området. Toppen på Mount Pénaud är 1 037 meter över havet.
Terrängen runt Mount Pénaud är huvudsakligen kuperad, men åt sydväst är den platt. Havet är nära Mount Pénaud västerut. Trakten är obefolkad. Det finns inga samhällen i närheten.